# SN 1989aa
SN 1989aa – supernowa odkryta 28 grudnia 1989 roku w galaktyce A011912+1316. W momencie odkrycia miała maksymalną jasność 19,50m.